# A. J. Griffin (baseball)
Arthur Joseph Griffin (né le 28 janvier 1988 à El Cajon, Californie, États-Unis) est un lanceur droitier de la Ligue majeure de baseball. Il joue en 2012 et 2013 pour les Athletics d'Oakland et pour les Rangers du Texas en 2016 et 2017.

## Carrière

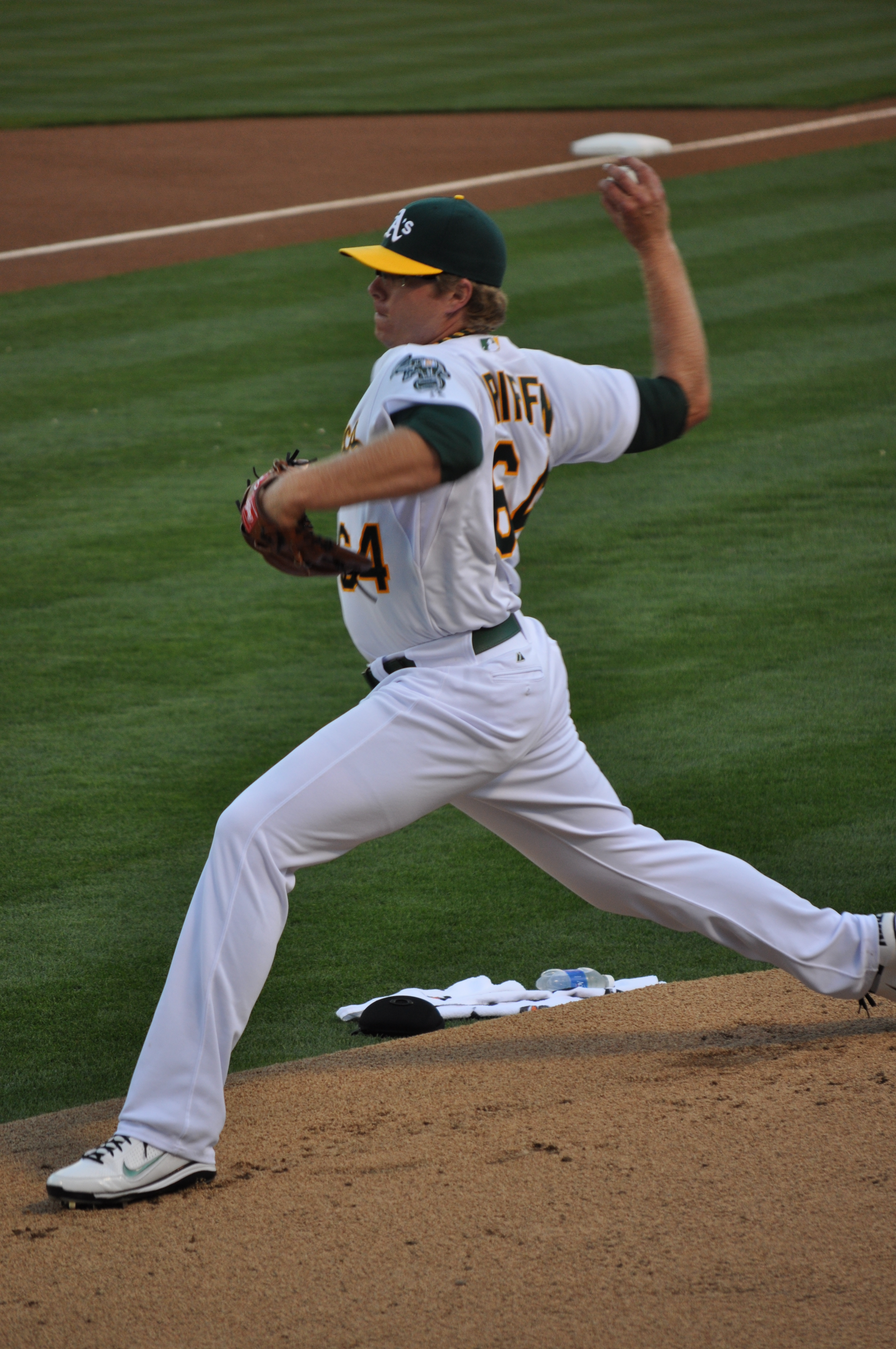
A. J. Griffin sous le maillot des Athletics en 2012.

Joueur à l'Université de San Diego, A. J. Griffin est drafté par les Phillies de Philadelphie au 34e tour de sélection en 2009 mais ne signe pas de contrat avec le club et retourne à son université. Il s'engage avec les Athletics d'Oakland, qui en font leur sélection de 13e ronde en 2010. 
Griffin, un lanceur partant droitier, fait ses débuts dans le baseball majeur avec Oakland le 24 juin 2012 contre les Giants de San Francisco. Il remporte 7 de ses 8 décisions en 15 départs cette année-là et remet une moyenne de points mérités de 3,06 en 82 manches et un tiers lancées. En éliminatoires, il est le lanceur partant des A's dans le 4e match de leur Série de divisions contre les Tigers de Détroit. Il quitte le match après 5 manches, son club tirant de l'arrière 2-1, et n'est pas impliqué dans la décision au terme de ce match remporté par Oakland.
En 2013, il intègre la rotation de lanceurs partants des A's et lance 200 manches en 32 départs. Sa moyenne de points mérités se chiffre à 3,83 avec 171 retraits sur des prises, 14 victoires et 10 défaites. Le 26 juin 2013, il n'accorde que deux coups sûrs aux Reds de Cincinnati pour son premier match complet et son premier blanchissage en carrière. Blessé au coude droit, il rate cependant les éliminatoires 2013 avant de subir au printemps suivant une opération de type Tommy John qui lui fait rater toute la saison 2014 et le début de la saison 2015. Il revient au jeu en 2015 mais ne joue que 4 matchs de ligues mineures, puis est libéré de son contrat par Oakland le 25 novembre 2015.
Le 21 décembre 2015, Griffin signe un contrat des ligues mineures avec les Rangers du Texas.